# Eugyra mammillata
Eugyra mammillata är en sjöpungsart som beskrevs av Kott 1985. Eugyra mammillata ingår i släktet Eugyra och familjen kulsjöpungar. Inga underarter finns listade i Catalogue of Life.